# Конвой Трук – Балікпапан (19.01.44 – 31.01.44)
Конвой Трук — Балікпапан (19.01.44 — 31.01.44) — японський конвой часів Другої світової війни, проведення якого відбувалось у січні 1944.
Вихідним пунктом конвою був атол Трук у центральній частині Каролінських островів, де до лютого 1944-го була головна база японського ВМФ у Океанії та транспортний хаб, що забезпечував постачання Рабаула (головна передова база в архіпелазі Бісмарка, з якої провадились операції на Соломонових островах та сході Нової Гвінеї) та східної Мікронезії. Пунктом призначення став один з головних центрів нафтовидобувної промисловості Південно-Східної Азії Балікпапан, розташований на східному узбережжі острова Борнео.
До складу конвою увійшли танкери «Фуджісан-Мару» та «Сінкоку-Мару» (Shinkoku Maru) під охороною есмінців «Сігуре» та «Харусаме».
Загін вийшов із Труку 19 січня 1944-го. Поблизу цієї бази, в районі західних Каролінських островів (передусім Палау) та нафтовидобувних регіонів Борнео традиційно діяли американські підводні човни. 25 січня конвой дійсно зустрів субмарину в надводному положенні, після занурення якої есмінці провели безрезультатне скидання глибинних бомб.
27 січня 1944-го конвой прибув до Таракану (ще один центр нафтовидобутку на північно-східному узбережжі Борнео), а 29—31 січня пройшов звідти до Балікпапану.